# Serieterminering
Serieterminering är en anpassning av en elektrisk transmissionslednings karakteristiska impedans. Den används inom elektroniken för att undvika elektromagnetisk interferens och öka signalintegriteten i en krets. En resistans placeras normalt nära den drivande änden av en elektrisk ledare. En serieterminering minskar reflektioner som uppstår när källa, transmissionsledning och last har olika impedanser.